# فرودگاه بین‌المللی اوسوالدو وییرا
فرودگاه بین‌المللی اوسوالدو وییرا (به انگلیسی: Osvaldo Vieira International Airport) یک فرودگاه همگانی با کد یاتا OXB است که یک باند فرود آسفالت دارد و طول باند آن ۳۲۰۰ متر است. این فرودگاه در شهر بیسائو کشور گینه بیسائو قرار دارد و در ارتفاع ۳۹ متری از سطح دریا واقع شده است.

## شرکت‌های هواپیمایی و مقصدهای پروازی
| شرکت‌های هواپیمایی       | مقصدهای پروازی                 |
| ----------------------- | ------------------------------ |
| ASKY Airlines           | لئوپولد سدار سنگور، لومه-توکین |
| یوروآتلانتیک ایرویز     | لیسبون پورتلا                  |
| هواپیمایی پادشاهی مراکش | محمد پنجم، پرائیا              |
| تی‌ای‌سی‌وی                | لئوپولد سدار سنگور، پرائیا     |
| تاپ پرتغال              | لیسبون پورتلا                  |

خطوط هوایی که در گذشته به این فرودگاه خدمات رسانی می‌کردند شامل Air Afrique، ایر فرانس، آئروفلوت، هواپیمایی کوبا، Air Sénégal International, Air Bissau, Gambia Bird، تاگ آنگولا ایرلاینز، Halcyonair و Mauritania Airlines International می‌شود.